# Hampton (Minnesota)
Hampton és una població dels Estats Units a l'estat de Minnesota. Segons el cens del 2000 tenia 434 habitants.

## Demografia
Segons el cens del 2000, Hampton tenia 434 habitants, 156 habitatges, i 109 famílies. La densitat de població era de 125,1 habitants per km².
Dels 156 habitatges en un 39,7% hi vivien nens de menys de 18 anys, en un 58,3% hi vivien parelles casades, en un 5,8% dones solteres, i en un 30,1% no eren unitats familiars. En el 23,1% dels habitatges hi vivien persones soles el 10,3% de les quals corresponia a persones de 65 anys o més que vivien soles. El nombre mitjà de persones vivint en cada habitatge era de 2,78 i el nombre mitjà de persones que vivien en cada família era de 3,36.
Per edats la població es repartia de la següent manera: un 33,6% tenia menys de 18 anys, un 6,9% entre 18 i 24, un 35,9% entre 25 i 44, un 13,8% de 45 a 60 i un 9,7% 65 anys o més.
L'edat mediana era de 31 anys. Per cada 100 dones de 18 o més anys hi havia 104,3 homes.
La renda mediana per habitatge era de 53.438 $ i la renda mediana per família de 56.528 $. Els homes tenien una renda mediana de 41.786 $ mentre que les dones 26.172 $. La renda per capita de la població era de 17.121 $. Entorn del 3,2% de les famílies i el 5,8% de la població estaven per davall del llindar de pobresa.

## Poblacions més properes
El següent diagrama mostra les poblacions més properes.